# Разин, Александр Владимирович
Александр Владимирович Разин (род. 24 февраля 1967, Москва) — российский волейболист (пляжный волейбол), телевизионный комментатор, тренер. Мастер спорта России.

## Биография
Родители Кронрод Владимир Александрович и Разина Галина Сергеевна, программисты, дед Кронрод Александр Семёнович.
В 1984 году окончил среднюю школу № 807 в Москве. В 1984—1990 годах учился на тренерском факультете Московского института физической культуры по специальности «Тренер по волейболу», куратор Кувшинников Владимир Георгиевич.
В 1981—1985 годах тренировался в команде ДЮСШ ЦСКА под руководством тренера Шелиховой Надежды Ильиничны. В 1990 году уехал в США, где начал играть в пляжный волейбол.
С 1992 года в России начали проводить соревнования по пляжному волейболу. В 1993 году в Сестрорецке состоялся первый чемпионат России по пляжному волейболу, где Разин в команде со своим постоянным партнером Дмитрием Арешкиным заняли II место, проиграв в финале первым чемпионам России (Кувичка-Жбанков). В том же году на первом в России Кубке по пляжному волейболу в Анапе пара заняла I место, обыграв пару Даянов-Солодухов. Тем самым Разин и Арешкин выполнили норму мастера спорта России, став первыми мастерами спорта в России по этому виду спорта.
В 1994 году на первом этапе чемпионата России в Санкт-Петербурге заняли I место, обыграв в финале пару Молчанов-Лупачев, после чего получили предложение попробовать свои силы в сильнейшей в мире лиге по пляжному волейболу AVP, США. Сыграли 3 турнира в Лос-Анджелесе, Сан-Диего и Чикаго, став первыми российскими спортсменами, сыгравшими в AVP.
В 1995 году, сыграв 12 турниров олимпийского отборочного цикла в 12 разных странах, были близки к попаданию на Олимпийские игры 1996 года в Атланте, но в итоге заняли 26 место из 24 возможных, не пройдя отбор. В 1996 году закончил спортивную карьеру в связи с травмой плеча.
В 1997—1998 годах работал генеральным менеджером боулинг-клуба Алекс в Москве. В 1999—2000 был соучредителем латиноамериканского танцевального клуба «Грязные танцы». С 2001 года работает телевизионным комментатором пляжного волейбола (в том числе комментировал матчи Олимпиады-2004, Олимпиады-2016 и Олимпиады-2020). В 2000—2010 годах также работал генеральным директором клуба «Карма-бар».
В 2010 году вернулся в большой спорт, став тренером мужской сборной России по пляжному волейболу. На Универсиаде 2011 года в Шэньчжэне был главным тренером сборной России по пляжному волейболу. В 2013—2014 годах был тренером по физической подготовке российской гольфистки Марии Верченовой. В 2014 году стал главным тренером второй женской сборной России по пляжному волейболу. В конце 2016 года стал старшим тренером американской академии пляжного волейбола в Майами.